# Six World Trade Center
Il Six World Trade Center, conosciuto anche come WTC 6, era un edificio del complesso World Trade Center di New York. L'edificio venne pesantemente danneggiato durante gli attentati dell'11 settembre 2001 che con esso distrussero anche le famose Torri Gemelle. L'edificio 6 è l'unico edificio che non è stato incluso nel piano di ricostruzione del World Trade Center.

## Storia

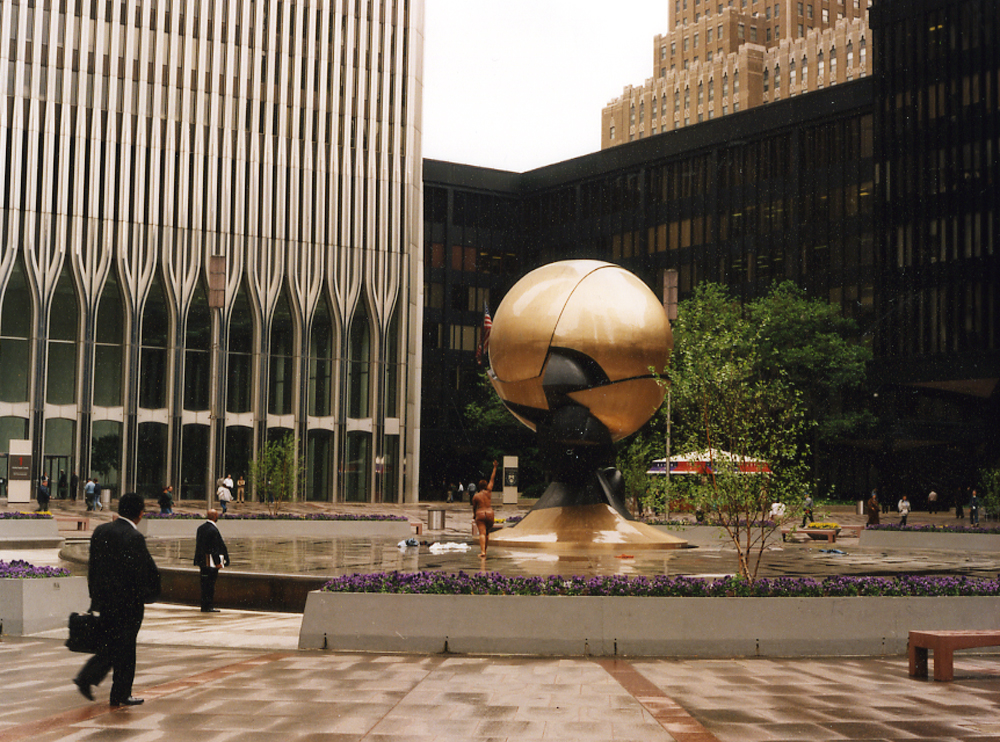
Il WTC 6 accanto alla Torre Nord

Avente 8 piani e circa 30 metri di altezza, il WTC 6 era l'edificio più basso del complesso. La costruzione iniziò nel 1970 e terminò ufficialmente nell'aprile 1973. Dal 1974 al 2001 fu la sede del servizio doganale di New York e del New Jersey. Sebbene esteriormente dello stesso aspetto degli edifici 4 e 5, questo palazzo non ospitava attività commerciali in quanto sede di un'agenzia governativa.

### 11 settembre 2001

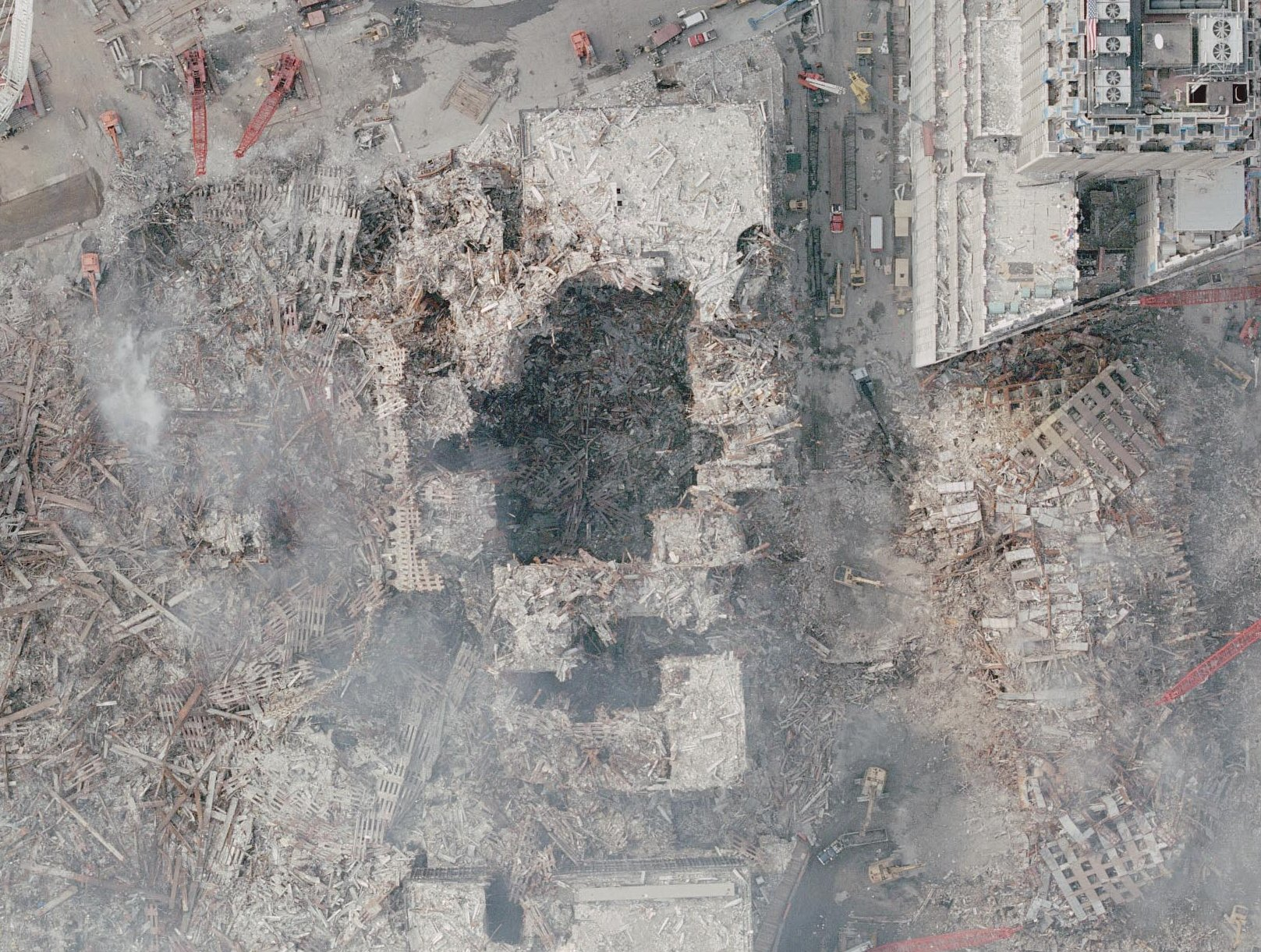
L’edificio 6 in un’immagine aerea scattata dopo l'11 settembre 2001: da notare il grosso cratere apertosi dopo il crollo della Torre Nord

Alle 08:46 di martedì 11 settembre 2001 il volo American Airlines 11 si schiantò contro la Torre Nord: essendo il WTC 6 costruito sotto il WTC Nord, la maggior parte dei detriti dell'aereo cascarono sul tetto dell'edificio. Il peggio arrivò alle 10:28 di quella mattina, quando la stessa torre nord collassò, sfondando l'edificio e generando la famosa voragine sul tetto.
Ciò che rimase in piedi del palazzo fu poi demolito nel dicembre 2001, assieme agli edifici 4 e 5.
Ad oggi, sul sito del Six World Trade Center, si erge il nuovo One World Trade Center, il sesto grattacielo più alto del mondo.